# Magány
Magány, a veces traducida al inglés como Solitude o Soledad, es una composición vocal temprana del compositor húngaro György Ligeti. Fue terminada en 1946 y, como la mayoría de las primeras composiciones de Ligeti, es heredera del estilo musical de Béla Bartók.

## Composición
Ligeti escribió esta composición cuando aún era estudiante en la Academia de Música Ferenc Liszt, en noviembre de 1946. Debido a su brevedad, nunca tuvo un estreno formal, sino que fue transmitida en la Radio Húngara y fue interpretada junto con otras piezas vocales. Sin embargo, ha sido publicada tanto por Editio Musica Budapest como por Schott Music y ha sido grabada por algunos coros relevantes, como la London Sinfonietta Voices.

## Análisis
Magany tiene una duración aproximada de dos minutos y medio en su interpretación. Consta de un solo movimiento, aunque se utilizan dobles compases y diferentes tempos. El texto, como muchas de las primeras composiciones vocales de Ligeti, está extraído de una obra del poeta húngaro Sándor Weöres, pero también fue traducida oficialmente al inglés por Desmond Clayton. Esta fue también la primera vez que Ligeti tomó un texto de Weöres.
Esta composición en tres partes está escrita para un coro mixto, que debe constar de sopranos, altos y barítonos. La partitura se marca Molto moderato, poco rubato al principio, y comienza con una melodía lúgubre, seguida de un segundo segmento alegre y rápido, que se marca Più mosso, non rubato y Subito: ancora più mosso, con slancio más adelante. El segmento final, marcado Subito: Quasi Tempo I vuelve al estado de ánimo general del primer segmento. Todos los segmentos están separados por dobles compases.

## Grabaciones
- Ligeti: Lux æterna. Groupe Vocal de France, Guy Reibel. EMI, 1990.[8]